# Roveň (potok)
Roveň – potok, lewy dopływ rzeki Štítnik na Słowacji. Wypływa źródłem na wysokości około 370 m między grzbietami szczytów Glac i Roveň (683 m) na Pogórzu Rewuckim (Revúcka vrchovina). Spływa w kierunku wschodnim między porośniętymi lasem zboczami tych szczytów. Po ich opuszczeniu wypływa na pokryte polami obszary doliny rzeki Štítnik  i wkrótce uchodzi do niej. Następuje to na wysokości około 290 m, na niewielkim osiedlu domków w połowie odległości między zabudowaniami miejscowości Roštár i Štítnik. 